# Prix Formentor
El Prix Formentor (també conegut com a Premi Formentor de les Lletres, Premi Formentor de Literatura i Premi Formentor) és un premi literari internacional atorgat entre 1961 i 1967 i, després d'un llarg descans, a partir de 2011. En el decenni de 1960, el Grup Formentor va oferir dos premis, el Prix Formentor (Premi Formentor) i el Prix International (Premi Internacional); el primer es va concedir a obres no publicades anteriorment i el Premi Internacional es va concedir a obres ja distribuïdes. El premi pren el seu nom del cap de Formentor, a l'illa de Mallorca, conegut per les reunions literàries.
A partir de 2012, el premi esta dotat amb 50.000 euros (65.000 dòlars) atorgat a un sol autor.

## Història
La dècada de 1950 va veure una expansió creixent de l'interès global per la literatura hispànica. Buscant una manera d'obrir encara més els mercats de la literatura espanyola, Carlos Barral va organitzar, a través de l'editorial Seix Barral, una sèrie de reunions anuals d'editors, novel·listes i crítics. Aquest Coloquio Internacional de Novela es van celebrar a Formentor, Mallorca, entre 1959 i 1962, i van ser financiats per editorials internacionals. La primera reunió va tenir lloc directament després de les celebracions de les "Converses de Poètiques de Formentor" del 18 al 25 de maig de 1959, inspirades pel novel·lista Camilo José Cela, i va reunir una àmplia varietat de poetes multilingües.
El primer Col·loqui de Barral, que va tenir lloc del 28 al 29 de maig de 1959, es va centrar en les qüestions polítiques del paper del novel·lista en el canvi social, específicament el nou poder del realisme social, polaritzat per la preocupació de donar primacia a la forma tècnica o al compromís polític.
El segon Col·loqui, del 2 al 5 de maig de 1960, va canviar l'enfocament cap al paper de l'editor com a pioner estètic versus emprenedor comercial. Eren presents importants editorials dels Estats Units, Itàlia, el Regne Unit, França i Alemanya, així com Espanya. Va ser en aquest Col·loqui on es va fundar formalment el Grup Formentor. El grup va operar entre 1960 i 1968, i es va dedicar a la difusió de l'avantguarda literària contemporània; durant aquest temps es van incorporar editors de diferents de nacions com el Japó, Dinamarca i Holanda. Durant aquesta segona reunió anual es va encarregar als participants formular un premi internacional que s'atorgaria l'any següent.
La idea inicial del grup era atorgar un “Prix Internacional de Editeurs”, donat a autors no àmpliament coneguts més enllà dels seus límits nacionals. S'havia de donar a obres d'avantguarda ja publicades. El grup esperava prendre el control del mercat de la literatura occidental d'alta qualitat. El cofundador Giulio Einaudi va afirmar que el grup, treballant amb tots els grans editors europeus, estaria estratègicament situat per a tenir un monopoli de "informació inestimable que els situaria en l'avantguarda de totes les narratives". En conjunt, esperaven obtenir un accés inigualable a tota creació i crítica literàries. Barral pretenia que el jurat fos un simposi per a conferències i debats celebrats públicament en presència de periodistes, tal com va ser.
En lloc d'un premi, com a compromís entre els objectius literaris i comercials, es van idear dos premis, que van començar el 1961. El Prix Internacional va ser jutjat per un equip d'especialistes literaris i escriptors que van avaluar la qualitat, en un procés similar en estructura a la sentència del Premi Nobel. El Premi Formentor va ser atorgat per editors, que van participar en vot secret i sessió tancada. Mayder Dravasa també assenyala divisions clares entre editors de cultures llatines versus anglosaxones i també entre Espanya i Amèrica Llatina, la literatura 'colonialista de la qual' (veure literatura postcolonial) es va celebrar com una mica provinciana.

## Premis

### 1961-1967
Durant el tercer Col·loqui, el 1961, els dos premis es van atorgar en el tibant ambient d'un cim polític. El Prix Internacional, pel prestigi literari, va ser lliurat conjuntament al dramaturg irlandès Samuel Beckett i al poeta i escriptor argentí Jorge Luis Borges. Max Frisch (Suïssa), Henry Miller (Americà) i Alejo Carpentier (Cubà) havien arribat a aquesta llista. Va ser el primer gran reconeixement d'un escriptor argentí i Borges va afirmar: "a conseqüència d'aquest premi, els meus llibres van proliferar de la nit al dia, a tot el món occidental". L'altre premi, el Prix Formentor, va ser creat per a una novel·la ja impresa amb un dels editors del grup, una obra que es beneficiaria comercialment de la traducció i difusió internacional en 14 països. El premi en aquest primer any va ser a l'escriptor espanyol Juan García Hortelano per la seva novel·la Tormenta de Verano. Les traduccions del llibre van ser mal rebudes pels crítics europeus i van buscar marcar el final del premi. La novel·la va passar desapercebuda fora d'Espanya.
Francisco Franco va condemnar els premis com a dissidència intel·lectual contra el seu règim i va prohibir la seva repetició en territori espanyol. El premi es va traslladar a Corfú (1963), Salzburg (Àustria, 1964), Sant Rafèu (França meridional, 1965) i Gammarth (Tunísia, 1966). Els Col·loquis i els procediments de lliurament de premis eren complexos i cars, pagats pels editors. Les decisions van ser cada vegada més polititzades i faccionalizadas, la qual cosa va portar a les editorials a perdre l'interès a donar suport al projecte. L'últim premi dels anys seixanta es va concedir en 1967.

### Des de 2011
El premi va ser ressuscitat el 2011, donat a un autor sol amb una dotació de 50.000 euros (65.000 dòlars). El 2011 es va atorgar el premi a Carlos Fuentes i el 2012 a Juan Goytisolo, on el jurat va expressar "admiració per la força, l'exemple i el judici independent d'un escriptor l'obra literària del qual pertany a la gran tradició narrativa de la llengua espanyola".

## Guanyadors

### Prix Formentor
- 1961: Juan García Hortelano, Tormenta de verano [[5]
- 1962: Dacia Maraini, L' età del malessere[5][6]
- 1963: Jorge Semprún, Le Grand Voyage[5][7]
- 1964: Gisela Elsner, Die Riesenzwerge (Els nans gegants)[5][8]
- 1965: Stephen Schneck, The Nightclerk[5][9]
- 1966: cancel·lat[5]
- 1967: sense assignar[5]

#### Després del restabliment
- 2011: Carlos Fuentes[10]
- 2012: Juan Goytisolo[2]
- 2013: Javier Marías[11]
- 2014: Enrique Vila-Matas[12]
- 2015: Ricardo Piglia[13]
- 2016: Roberto Calasso
- 2017: Alberto Manguel
- 2018: Mircea Cărtărescu[14]
- 2019: Annie Ernaux[15]
- 2020: Cees Nooteboom[16]
- 2021: César Aira[17]
- 2022: Liudmila Ulítskaia[18]

### Prix Internacional
- 1961: Jorge Luis Borges Ficciones i Samuel Beckett Trilogy[5]
- 1962: Uwe Johnson Mutmassungen über Jakob[5]
- 1963: Carlo Emilio Gadda La cognizione del dolore[5]
- 1964: Nathalie Sarraute Les Fruits d'or[5]
- 1965: Saul Bellow Herzog[5]
- 1966: No s'atorga cap premi[5]
- 1967: Witold Gombrowicz Kosmos[5]